# Aulacomnium turgidum
Aulacomnium turgidum és una espècie de molsa que viu a la tundra, és una de les 5 espècies del gènere Aulacomnium.